# 升部

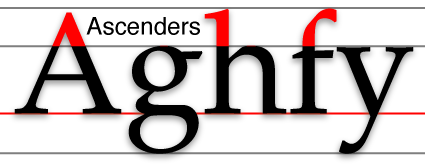
图中红色部分即为升部

在西文字体排印学中，升部（英語：Ascender）是指一个字体的字母中向上超过主线笔画的部分，也就是比x字高还要高的部分，是字体设计中一个重要的组成部分。
升部，和降部笔画可以增强单词的识别率。因此，英国的高速公路标识放弃采用一律大写字母的做法，增强可读性。